# Льо Корбюзие
Льо Корбюзие (на френски: Le Corbusier), с истинско име Шарл Едуар Жанре-Гри, е швейцарско-френски архитект, дизайнер, урбанист, писател и художник.
Роден е на 6 октомври 1887 г. в Ла Шо дьо Фон във френскоезичния кантон Ньошател и умира на 27 август 1965 г. Той е един от пионерите на така наречената модерна архитектура. Става френски гражданин през 1930 година. Кариерата му се простира върху пет десетилетия, като негови сгради са построени в Европа, Индия, Русия, Северна и Южна Америка. Приема псевдонима Льо Корбюзие през 1920-те. Умира в Кап Мартен, Франция, на 27 август 1965 година.
Льо Корбюзие формулира своите пет принципа на модерната архитектура, на които остава верен до края на живота си. Първият принцип са колоните – той отделя самата къща от земята чрез няколко носещи колони. Вторият принцип са градините – той също така използва градини върху покрива на сградите („небесни градини“) и по този начин освобождава голяма част от вътрешното пространство. Третият принцип са по-малко на брой носещи стени. Четвъртият принцип е широкото остъкляване – характерно за неговата архитектура е понякога почти пълното остъкляване, и то вертикално, а не хоризонтално. Последният, пети принцип е свободната фасада – външните стени, освободени от своята носеща функция, могат въобще да изчезнат при нужда.
По думите на Льо Корбюзие „архитектурата е изкуство, което кара опорите да пеят“.

## Биография

### Произход и младежки години
Произлиза от стара фамилия, която води началото си от албигойците. Баща му Жорж-Едуар (1855 – 1926) е емайлист на часовници със собствена работилница в Ла Шо дьо Фон, тогавашния център на швейцарската часовникова индустрия. Майка му Мари-Шарлот-Амели (1860 – 1960; родена Пере) е музикантка.
През 1900 г. започва да учи за гравьор в Училището по изкуствата в Ла Шо дьо Фон. След това под влиянието на учителя си Шарл Еплатние започва да се интересува от рисуване и архитектура. През 1905 г. построява първата си творба: Вила Фале, къща за негов преподавател от училището.
Много често той скучае в провинциалната обстановка и често пътува. През 1907 г. предприема първото си изследователско пътуване заедно с художника Рене Шапала в градовете Милано, Флоренция, Венеция, Сиена, Падуа, след това Виена, Будапеща, прави проучвания и рисува архитектурата им. През март 1908 г. пътува за пръв път до Париж и посещава най-важните архитекти на града като Франц Журден, Шарл Плюме, Анри Соваж и Йожен Грасе. До края на 1909 г. в продължение на 15 месеца работи в кантората на Огюст Пере.
През 1911 г. предприема с приятеля си, историка по изкуство Огюст Клипщайн второ пътуване по Дунава през Унгария, Румъния, Турция (и в Константинопол), Гърция, след това до Неапол, Помпей, Рим, Флоренция.

### Пътуване до България
Льо Корбюзие се е интересувал от богомилите, свързан с тях чрез една клонка от родословието си. През юни 1911 г. той пътува до Балканите като кореспондент на вестник от родния му град Ла Шо дьо Фон (във френскоговорещия кантон на конфедерация Швейцария). Репортажите му отразяват начина на живот, архитектурата и културата на балканските народи и държави. В България посещава Велико Търново, Габрово, Шипка, Казанлък и Стара Загора. Изразява възхищението си от начина, по който българският град е вписан в природата и подробно описва търновската къща. Пътеписът му е издаден като журналистически роман – „Пътуване на Изток“, но едва през 1966 г.

### От 1915 до 1930 година
Льо Корбюзие преподава в родния си град по време на Първата световна война и се завръща в Париж едва към края на войната, през 1917 г., когато се мести за постоянно. По времето на преподавателската си дейност в Швейцария той се занимава с теоретични изследвания на архитектурата. През 1914 – 1915 година създава проекта за Domino House. Този модел е основен в неговата работа за следващите 10 години.

### Кубизъм, пуризъм и L'Esprit Nouveau (1918 – 1922)
През 1918 г. се среща с кубиста Амеде Озенфан, който го окуражава да рисува по-активно и двамата започват съвместна работа. През 1918 г. той завършва първите си две картини. Льо Корбюзие и Озенфан отхвърлят кубизма като ирационален и романтичен и започват да издават списанието „Новият дух“ (на френски: L'Esprit nouveau). Двамата издават своят манифест „Après le cubisme“ (След кубизма) и с него поставят началото на ново художествено направление пуризъм. При пуризма се цели създаването на проста функционална живопис и архитектура, при които естетическото се свързва с механиката и изображенията са ясни, точни и истински. За най-рационални се считат точните съединения на геометричните елементи. За идеално съотношение в пропорциите се счита златното сечение. В периода 1918 – 1922 година Льо Корбюзие не строи, занимавайки се и отдавайки се основно на рисуване, както и на популяризирането на пуризма в архитектурата.
Именно в първото издание на списание „Новият дух“ той приема псевдонима Льо Корбюзие, с който по-късно става световноизвестен. През 1922 г. открива студио в Париж заедно със своя братовчед Пиер Жанре. Теоретичните му изследвания скоро водят до създаването на няколко модела на еднофамилни къщи. Между тях е и Ситрохан (Citrohan), име получено от игра на думи между производителя на автомобили Ситроен като символ на модерното производство и предложението за модерни методи и материали за къщата. В този проект той предлага три етажа с двойна височина на дневната, бани на втория етаж и кухня на третия. На покрива е разположена градината. Външно е изградена стълба, която достига втория и третия етаж. Този проект не е реализиран в действителност, но на негова основа през 1927 г. е построена една от сградите на проекта Вайсенхоф в Щутгарт.

### Проекти в Москва
По покана на руския архитект Константин Мелников Льо Корбюзие отива в Москва, където открива, че е публикуван на руски, той дава интервюта и чете лекции, и между 1928 г. и 1932 г. създава офис сградата за Центросъюз, главната квартира на Съветското търговско обединение.

На 15 октомври 2015 г. в Москва до сградата на Центросъюз е открит паметник на Льо Корбюзие (автори – скулптор А. В. Тиртишников, архитект А. И. Воскресенски).

### Религиозни проекти
Льо Корбюзие е открито изявен атеист, но в същото време вярва в способността на архитектурата да създава свещена и духовна среда. В следвоенните години той създава две важни религиозни сгради; Църквата Нотр Дам дю О в Роншан (1950 – 1955); и женския манастир Света Мария от Ла Турет (1953 – 1960). По-късно Корбюзие пише, че е подпомогнат за това от доминиканския отец Кутюрие, основал движение за модерно религиозно изкуство.
Първоначално му е предложено да проектира нова църква на мястото на стара поклонническа църква в община Роншан близо до Белфор. На това място са останали руини от Втората световна война, като дотам води стръмен път. Първоначално Льо Корбюзие отказва да работи за една „мъртва институция“. След като обаче първо посещава през май 1950 руините, вижда останките на старата църква, той се възхищава от мястото и начертава скици за възможната форма. Той пише за този проект, че желае да създаде място за тишина, мир, на молитва и на вътрешна радост. Църквата е несиметрична сграда с размери 30 на 40 метра. Вътре могат да се съберат 200 души. Отвън могат да се провеждат служби за около 1200 души. Стените са бетонни с дебелина от 0,90 до 2,72 м. дебелина. На южната страна са направени 27 правоъгълни прозореца с различни размери, разположени шахматно. Те са с отчасти цветни стъкла в основни цветове. На тази фасада се намира основната врата, изработена от чугун и тежаща 2,3 тона. Льо Корбюзие емайлира лично вратата с мотиви на дървета, облаци, звезди, пътища и ръце.
Южно от църквата се намира сграда за поклонниците и капелана. И тази сграда е проектирана от Корбюзие.
Вторият основен религиозен проект е женският манастир Света Мария от Ла Турет (1953 – 1960). Проектът включва не само църква, но и библиотека, столова, помещения за срещи и размисъл, както и помещения за спане на монахините. За жилищните помещения той използва концепцията на модулора, а именно височина 2,26 м и широчина 1,83 м.(1953 – 1960).
Льо Корбюзие използва за изграждането на манастира, разположен на едната си страна на възвишението, груба бетонна повърхност. Трите жилищни блока са разположени под формата на буквата П, затворени от църквата и двор в средата. Манастира е с плосък покрив и е върху бетонни колони. Всяка монашеска килия има малка лоджия, която гледа към двора с бетонен слънцезащитен екран. Централен елемент от манастира е църквата, представляваща една бетонна кутия и се нарича кутията на чудесата.
През 1960 г. Льо Корбюзие започва проект за трета религиозна сграда. Това е църквата Свети Петър в градчето Фимини във Франция. В градчето той прави единствения експеримент в Европа с градоустройствени идеи. Там той изгражда a Unité d'Habitation (жилищна единица) и културен и спортен център. Изграждането на църквата започва пет години след смъртта му и поради политически и финансови причини строителството се забавя. Работата е продължена от различни архитекти до завършването през 2006 г. Основно в църквата се откроява бетонната кула, подобна на тази в Чандигарх, която покрива целия интериор. Прозорци, разположени високо в кулата, осветяват интериора. Льо Корбюзие предлага също така малки прозорчета да проектират съзвездие на стената. По-късно архитектите проектират това да е съзвездието Орион.

### Чандигарх
Най-големият и амбициозен проект на Льо Корбюзие е свързан с изграждането на Чандигарх, столицата на индийските щати Харяна и Пенджаб след получаването на независимостта на Индия през 1947 г. През 1950 г. той е поканен от министър-председателя на Индия Джавахарлал Неру да представи проект. Американския архитект Албърт Майър изработва през 1947 план за 150 000 жители, но индийската държава желае по-голям и монументален проект. Днес градът е с население над един милион жители. Льо Корбюзие работи по проекта заедно с Максуел Фрай и Джейн Дрю, специалисти по урбанизация и тропическа архитектура, както и със своя братовчед Пиер.
Дизайнът на Льо Корбюзие изисква използването на груб бетон, чиято повърхност не е изгладена или полирана и която показва следите от използвания кофраж. Пиер пише на своя братовчед, че е в непрекъсната битка с работниците, които не могат да се сдържат да изглаждат бетона особено при пристигането на важни посетители.
Секретариатът, най-голямата сграда, в която се намират правителствените офиси, е изграден между 1952 и 1958 година. Това е гигантски блок дълъг 250 метра на 8 етажа, които се обслужват от рампа от основата до най-горното ниво. Рампата е използвана по време на строителството, като поради липса на кранове е използвана и за доставката на материали нагоре. Освен това са използвани два елемента: бетонна решетка за прозорците, предпазваща от слънцето и тераса на покрива.
Най-важната сграда в столичния комплекс е сградата на двореца на законодателното събрание, която е построена от 1952 до 1961 година. Тази сграда играе ролята на централен двор, над който се намира централната зала на събранието. На покрива на задната страна на сградата е характерният за Льо Корбюзие елемент: голяма кула подобна на комин на параход. Корбюзие добавя цветови елементи с великолепен гоблен в залата и голяма врата, декорирана с емайл.

### Последни години
През 1952 г. Льо Корбюзие построява малка хижа (барака) с предварително подготвена дървена конструкция на базата на модулора. Тя има размери 3,66 на 3,66 м и височина 2,26 м. Той я построява на една скала над морето на място, което той купува над вила Е1027 на дизайнерката Айлин Грей. Хижата има само тоалетна, отделена със завеса и няма място за кухня, тъй като наблизо има малък ресторант за хранене. Тази барака му е любимото място за почивка през ваканциите.
Въпреки предупреждението на своя лекар на 27 август 1965 г. Льо Корбюзие отива да плува в Средиземно море. Тялото му е открито в 11 a.m. Предполага се, че е починал от сърдечен удар.

### Стил
Характерни за архитектурата на Льо Корбюзие са обемните блокове, повдигнати над земята, свободно стоящи колони, плоски покриви, използвани за разходки и градини, свободни прозрачни фасади, грапави незагладени повърхности и свободни пространства на етажите (свободен план). Всички тези емблематични черти в неговото творчество са общ белег на съвременното строителство след него.
Като човек Льо Корбюзие има много противоречиви черти: Човек с открито съзнание и мистик, обществен лидер, организатор на международни конгреси и човек, който се крие в малката си хижа край морето, апологет на рационалния подход и архитект, създаващ сгради, които са върхът на ексцентричността.
Между неговите покровители са писателят и политикът Андре Малро и политикът Джавахарлал Неру.
Характерни особености на имиджа на Льо Корбюзие е строг тъмен костюм, папионка и тъмни кръгли очила.

## Идеи

### Петте принципа на модерната архитектура
Основното постижение на Льо Корбюзие в съвременната архитектура е формулировката и практическото реализиране на петте принципа на архитектурата:
- Опорите: Льо Корбюзие разделя носещите елементи от неносещите, служещи за прегради елементи. Той разлага масивната конструкция на един скелет от стоманобетонни стълбове и тънка, разделяща пространството преграда. Колоните се оптимизират от гледна точка на строителната статика. По този начин конструкцията се отделя от земята и защитава от влагата. При това даже и покрива се отделя от останалата част на конструкцията.
- Градина на покрива: Вместо наклонен покрив, Льо Корбюзие използва почти винаги плоски покриви. По този начин покрива се използва като допълнителен етаж или при озеленяване като градина, а също така и за зона за разходка или басейни.
- Свободна планировка: При използването на система от носещи колони се постига това, че почти няма изисквания за планировката на помещенията, тъй като стените не са носещи и могат да са свободно разположени или изобщо да липсват. Това може да не се вижда отвън.
- Прозорци във височина: Използването на железобетон и колони позволява изграждането на дълги отвори по фасадата. Вместо високи прозорци Льо Корбюзие използва широки прозорци и по този начин постига едно по-добро и равномерно осветление. Льо Корбюзие използва патентован от него хоризонтален плъзгащ се прозорец при който две широки 1,25 м. крила се приплъзват на хоризонтални шини и могат да се отварят.
- Свободно изграждане на фасадата: Когато фасадата не е изградена върху външни стени между железобетонните колони, а покрива е изнесен напред и фасадата изградена пред колоните се получава една напълно свободна фасада, която може да се изгради напълно независимо от хоризонталните вътрешни стени. Тя може да направи много по-лека и по-отворена и изработена изцяло от стъкло.

### Цветово оформление
Льо Корбюзие се занимава интензивно с вътрешна архитектура. За него цветовото оформление на сградата е толкова важно, колкото важна е планировката и формата. Той се учи от природата за използването на цветовете. Синьото създава простор, червеното стабилизира, сивото дава спокойствие и бялото изпъква визуално и така нататък.

### Архитектурна променада
Архитектурната променада е друга идея на Корбюзие, която отчасти осъществява в дизайна на вила Савой. Той описва това как по време на разходката, преминавайки от едно място на друго, вие виждате архитектурата в развитие, постоянно променящия се изглед, неочакван и понякога поразяващ.

### Отворена ръка
Това е повтарящ се мотив в архитектурата му, знак който той използва, за да символизира мира и помирението. Ръка отворена да дава и отворена да получи. От многото скулптури на Льо Корбюзие на тази тема най-голяма е 26-метровата версия в Чандигарх, Индия, известна като Монумента отворена ръка.

### Модулор
Модулор е модел за стандартизация на фигурата на човека, който Льо Корбюзие създава, за да определи точното място, което е необходимо за живота на човека. Той използва златното сечение за определяне на архитектурните пропорции. Льо Корбюзие разглежда този модел като продължение на идеите на Витрувий и Витрувианския човек на Леонардо да Винчи, както и на Леон Батиста Алберти.

## Произведения

### Архитектура

#### Реализирани проекти до 1916
- Villa Fallet. 1, Chemin de Pouillerel, La Chaux-de-Fonds, 1906/1907
- Villa Stotzer. 6, Chemin de Pouillerel, La Chaux-de-Fonds, 1908
- Villa Jacquemet. 8, Chemin de Pouillerel, La Chaux-de-Fonds, 1908
- Villa Jeanneret-Perret. Maison Blanche, 12, Chemin de Pouillerel, La Chaux-de-Fonds, 1912
- Villa Favre. 6, Côte de Billodes, Le Locle, 1912
- Kino La Scala. 52, Rue de la Serre, La Chaux-de-Fonds, 1916
- Villa Schwob (Villa Turque). 167, Rue du Doubs, La Chaux-de-Fonds, 1916

#### Реализирани проекти след 1916
- Maison Ozenfant, в Париж, 1922
- Villa Besnos, Boulevard de la République, Vaucresson, 1922
- Maisons La Roche-Jeanneret, Square du Docteur-Blanche, Париж, 1923
- Ateliers Lipchitz-Miestchaninoff, Boulogne-Billancourt, 1924
- Villa 'Le Lac, Route de Lavaux, Corseaux, 1923 – 1924
- Quartiers Modernes Frugès. Rue Le Corbusier/Rue Henri Frugès/Rue des Arcades, Pessac, 1924 – 1926
- Maison Guiette. Populierenlaan 32 в Антверпен, 1926
- Maisons Ternisien, Allée des Pins/Rue Denfert in Boulogne-sur-Seine, 1926
- Maison Cook. Rue Denfert-Rochereau, Boulogne-sur-Seine, 1926
- Maison Planeix. Boulevard Masséna, Париж, 1927
- Villa Stein. Rue du Professeur Victor-Pauchet, Vaucresson, 1926 – 1928
- Stadion Firminy-Vert (1966)

#### Нереализирани проекти
- Le plan voisin de Paris, 1925
- Völkerbundpalast в Женева, 1927
- Губернаторски дворец в Чандигарх, 1951
- Болница във Венеция, 1964
- Palais Ahrenberg (Museum Ahrenberg) в Стокхолм, 1961/62

### Изкуство
- Повече от 400 картини
- 44 скулптури
- 27 гоблени
- литографии, скици
- фотография: Льо Корбюзие през живота си прави изключително много снимки, които са исторически и културни постижения.[7]

### Публикации
- Vers une architecture. Crès, Paris 1923
- Urbanisme. Crès, Paris 1925
- L'Art décoratif d'aujurd'hui. Crès, Paris 1925
- Précision sur un état présent de'l architecture et de l'urbanisme. Crès, Paris 1930 * La Ville radieuse. Editions de l'Architecture d'Aujourd'hui, Bologne-sur-Seine 1935
- Quand les cathédrales étaient blanches: Voyage au pays des timides. Plon, Paris 1937
- Le lyrisme des temps nouveaux et urbanisme. Le Point, Colmar 1939
- Sur les quatre routes. N.R.F., Paris 1941
- Urbanisme de CIAM, Charte d'Athènes. Plon, Paris 1943
- Les trois établissements humains. Denoël, Paris 1946
- Propos d'Urbanisme. Bourrelier & Cie, Paris 1946 (deutsch: Grundfragen des Städtebaus. Hatje, Stuttgart)
- Le Modulor. Editions de l'Architecture d'Aujourd'hui, Bologne-sur-Seine 1948 (deutsch: Der Modulor. J.G. Cotta'sche Buchhandlung, Stuttgart 1953)
- Une petite maison. Girsberger, Zürich 1954
- Le Modulor 2 – 1955 (La parole est aux usagers).

### Мебели
Заедно с Pierre Jeanneret и Charlotte Perriand:
- Стол Basculant LC1
- Канапе LC2 – на снимката вдясно
- Диван LC3
- Чезлонг LC4
- Диван LC5
- Маса за хранене LC6
- Въртящ стол LC7

## Списък на архитектурните обекти, създадени от Льо Корбюзие като част от световното културно наследство
| Изображение | ID         | Название                                                                                | Разположение | Координати                                                                | Собственост |
| ----------- | ---------- | --------------------------------------------------------------------------------------- | ------------ | ------------------------------------------------------------------------- | ----------- |
|             | 1321 – 001 | Вила Ларош (на френски: Villa La Roche) и вила Жанере (на френски: Villa Jeanneret)     | Франция      | 48°51′06.69″ с. ш. 2°15′55.26″ и. д. / 48.85186° с. ш. 2.26535° и. д.     |             |
|             | 1321 – 002 | Малка вила на брега на Женевското езеро (на френски: Villa Le Lac)                      | Швейцария    | 46°28′06.29″ с. ш. 6°49′45.61″ и. д. / 46.468414° с. ш. 6.829336° и. д.   |             |
|             | 1321 – 003 | Хабитат Фрюж (на френски: Cité Frugès)                                                  | Франция      | 44°47′56″ с. ш. 0°38′52.36″ и. д. / 44.79889° с. ш. 0.64788° и. д.        |             |
|             | 1321 – 004 | Къща Гиет (на френски: Maison Guiette)                                                  | Белгия       | 51°11′01.2″ с. ш. 4°23′35.7″ и. д. / 51.183667° с. ш. 4.39325° и. д.      |             |
|             | 1321 – 005 | Експериментални къщи Вайсенхоф в Щутгарт (на френски: Maison du Weissenhof-Siedlung)    | Германия     | 48°47′59.44″ с. ш. 9°10′39.59″ и. д. / 48.799845° с. ш. 9.177665° и. д.   |             |
|             | 1321 – 006 | Вила Савой (на френски: Villa Savoye)                                                   | Франция      | 48°55′27.92″ с. ш. 2°01′42.03″ и. д. / 48.924423° с. ш. 2.028344° и. д.   |             |
|             | 1321 – 007 | Сграда Кларте (на френски: Immeuble Clarté)                                             | Швейцария    | 46°12′00.57″ с. ш. 6°09′23.07″ и. д. / 46.20016° с. ш. 6.156409° и. д.    |             |
|             | 1321 – 008 | Сграда Молитор (на френски: Immeuble Molitor)                                           | Франция      | 48°50′36.2″ с. ш. 2°15′04.64″ и. д. / 48.84339° с. ш. 2.25129° и. д.      |             |
|             | 1321 – 009 | Лъчево градче в Марсилия (на френски: Cité radieuse de Marseille)                       | Франция      | 43°15′40.93″ с. ш. 5°23′46.24″ и. д. / 43.26137° с. ш. 5.39618° и. д.     |             |
|             | 1321 – 010 | Фабрика Клод и Дювал (на френски: Usine Claude-et-Duval)                                | Франция      | 48°17′26.95″ с. ш. 6°57′00.9″ и. д. / 48.29082° с. ш. 6.95025° и. д.      |             |
|             | 1321 – 011 | Дом на д-р Куручета (на френски: Maison du docteur Curutchet)                           | Аржентина    | 34°54′40.83″ ю. ш. 57°56′30.57″ з. д. / 34.911342° ю. ш. 57.941825° з. д. |             |
|             | 1321 – 012 | Църква Нотр Дам дю О в Роншан (на френски: Chapelle Notre-Dame-du-Haut)                 | Франция      | 47°42′16.16″ с. ш. 6°37′14.8″ и. д. / 47.70449° с. ш. 6.62078° и. д.      |             |
|             | 1321 – 013 | Ваканционен дом на Льо Корбюзие (на френски: Cabanon de Le Corbusier)                   | Франция      | 43°45′34.99″ с. ш. 7°27′48.24″ и. д. / 43.75972° с. ш. 7.4634° и. д.      |             |
|             | 1321 – 014 | Комплекс на Капитола в Чандигарх (на френски: Complexe du Capitole de Chandigarh)       | Индия        | 30°45′27″ с. ш. 76°48′20″ и. д. / 30.7575° с. ш. 76.805556° и. д.         |             |
|             | 1321 – 015 | Манастир Света Мария от Ла Турет (на френски: Couvent Sainte-Marie de La Tourette)      | Франция      | 45°49′09.82″ с. ш. 4°37′21″ и. д. / 45.819396° с. ш. 4.6225° и. д.        |             |
|             | 1321 – 016 | Национален музей на източното изкуство (на френски: Musée national de l'Art occidental) | Япония       | 35°42′55″ с. ш. 139°46′33″ и. д. / 35.715278° с. ш. 139.775833° и. д.     |             |